# Ernée
Ernée és un municipi francès situat al departament de Mayenne i a la regió de País del Loira. L'any 2007 tenia 5.780 habitants.

## Demografia

### Població
El 2007 la població de fet d'Ernée era de 5.780 persones. Hi havia 2.499 famílies de les quals 874 eren unipersonals (298 homes vivint sols i 576 dones vivint soles), 887 parelles sense fills, 630 parelles amb fills i 108 famílies monoparentals amb fills.
La població ha evolucionat segons el següent gràfic:
Habitants censats

### Habitatges
El 2007 hi havia 2.788 habitatges, 2.520 eren l'habitatge principal de la família, 53 eren segones residències i 214 estaven desocupats. 2.355 eren cases i 383 eren apartaments. Dels 2.520 habitatges principals, 1.534 estaven ocupats pels seus propietaris, 941 estaven llogats i ocupats pels llogaters i 45 estaven cedits a títol gratuït; 56 tenien una cambra, 212 en tenien dues, 449 en tenien tres, 755 en tenien quatre i 1.048 en tenien cinc o més. 1.762 habitatges disposaven pel capbaix d'una plaça de pàrquing. A 1.236 habitatges hi havia un automòbil i a 842 n'hi havia dos o més.

### Piràmide de població
La piràmide de població per edats i sexe el 2009 era:
| Homes | Edats   | Dones |
| ----- | ------- | ----- |
| 4     | 95 o +  | 12    |
| 16    | 90 a 94 | 64    |
| 40    | 85 a 89 | 136   |
| 36    | 80 a 84 | 112   |
| 112   | 75 a 79 | 172   |
| 172   | 70 a 74 | 152   |
| 160   | 65 a 69 | 220   |
| 104   | 60 a 64 | 188   |
| 92    | 55 a 59 | 132   |
| 216   | 50 a 54 | 180   |
| 208   | 45 a 49 | 188   |
| 156   | 40 a 44 | 172   |
| 168   | 35 a 39 | 184   |
| 176   | 30 a 34 | 168   |
| 192   | 25 a 29 | 148   |
| 184   | 20 a 24 | 152   |
| 204   | 15 a 19 | 164   |
| 180   | 10 a 14 | 160   |
| 172   | 5 a 9   | 136   |
| 96    | 0 a 4   | 140   |

## Economia
El 2007 la població en edat de treballar era de 3.287 persones, 2.399 eren actives i 888 eren inactives. De les 2.399 persones actives 2.214 estaven ocupades (1.211 homes i 1.003 dones) i 186 estaven aturades (70 homes i 116 dones). De les 888 persones inactives 372 estaven jubilades, 255 estaven estudiant i 261 estaven classificades com a «altres inactius».

### Ingressos
El 2009 a Ernée hi havia 2.520 unitats fiscals que integraven 5.606 persones, la mediana anual d'ingressos fiscals per persona era de 15.993 €.

### Activitats econòmiques
Dels 317 establiments que hi havia el 2007, 3 eren d'empreses extractives, 11 d'empreses alimentàries, 4 d'empreses de fabricació de material elèctric, 1 d'una empresa de fabricació d'elements pel transport, 28 d'empreses de fabricació d'altres productes industrials, 35 d'empreses de construcció, 85 d'empreses de comerç i reparació d'automòbils, 15 d'empreses de transport, 18 d'empreses d'hostatgeria i restauració, 2 d'empreses d'informació i comunicació, 19 d'empreses financeres, 13 d'empreses immobiliàries, 35 d'empreses de serveis, 30 d'entitats de l'administració pública i 18 d'empreses classificades com a «altres activitats de serveis».
Dels 84 establiments de servei als particulars que hi havia el 2009, 1 era una oficina d'administració d'Hisenda pública, 1 gendarmeria, 1 oficina de correu, 6 oficines bancàries, 4 funeràries, 13 tallers de reparació d'automòbils i de material agrícola, 1 taller d'inspecció tècnica de vehicles, 1 establiment de lloguer de cotxes, 3 autoescoles, 5 paletes, 7 guixaires pintors, 9 fusteries, 5 lampisteries, 4 electricistes, 1 empresa de construcció, 7 perruqueries, 1 veterinari, 3 agències de treball temporal, 6 restaurants, 3 agències immobiliàries, 1 tintoreria i 1 saló de bellesa.
Dels 40 establiments comercials que hi havia el 2009, 2 eren supermercats, 2 grans superfícies de material de bricolatge, 3 botiges de menys de 120 m², 4 fleques, 3 carnisseries, 1 una peixateria, 1 una llibreria, 10 botigues de roba, 1 una botiga d'equipament de la llar, 2 sabateries, 1 una botiga d'electrodomèstics, 1 una botiga de mobles, 1 una botiga de material esportiu, 1 una botiga de material de revestiment de parets i terra, 1 una perfumeria, 2 joieries i 4 floristeries.
L'any 2000 a Ernée hi havia 97 explotacions agrícoles que ocupaven un total de 3.072 hectàrees.

## Equipaments sanitaris i escolars
El 2009 hi havia 1 hospital de tractaments de curta durada, 1 hospital de tractaments de mitja durada (seguiment i rehabilitació), 3 farmàcies i 2 ambulàncies.
El 2009 hi havia 1 escola maternal i 2 escoles elementals. Ernée disposava de 2 col·legis d'educació secundària amb 882 alumnes.

## Poblacions més properes
El següent diagrama mostra les poblacions més properes.